# Luca Brandolini
Luca Brandolini,  CM (nacido el 25 de diciembre de 1933) es un  italiano prelado de la Iglesia católica que sirvió como  Obispo de Sora-Aquino-Pontecorvo de 1993 a 2009.

## Biografía
Luca Brandolini nació en Monte Compatri, y entró en la  Congregación de la Misión, más comúnmente conocida como los Lazaristas, en octubre de 1953. Hizo su profesión como lazarista el 18 de octubre de 1955, y fue  ordenado al  sacerdocio el 24 de abril de 1960. Durante el Concilio Vaticano II (1962-1965) , Brandolini era "un discípulo" y "colaborador cercano" de  Arzobispo Annibale Bugnini, cuyo  anillo episcopal Brandolini ahora usa. En 1966, obtuvo una licenciatura en teología con especialización en liturgia del Pontificio Instituto Litúrgico de S. Anselmo. Hizo  curial y  pastoral de 1971 a 1987, también enseñando en la  Pontificia Gregoriana y Pontificias Universidades Lateranenses.
El 29 de octubre de 1987, Brandolini fue nombrado pro vicario general de Roma y obispo titular de Urusi por Juan Pablo II. Recibió su consagración episcopal el 7 de diciembre siguiente de Ugo Cardenal Poletti, con el Arzobispo Ennio Appignanesi y el Obispo Plinio Pascoli sirviendo como  co-consagradores. Brandolini fue nombrado más tarde  Presidente de la  Conferencia Episcopal Italiana Comisión para Liturgia en mayo de 1993, y  Obispo de Sora-Aquino-Pontecorvo el 2 de septiembre de 1993.
Se retiró de esta sede en junio de 2009.
Brandolini desaprobó el Summorum Pontificum del Papa Benedicto XVI, diciendo a La Repubblica, "No puedo contener las lágrimas. Esta es el más triste momento de mi vida como hombre, sacerdote y obispo ...Es un día de luto, no solo para mí, sino para las muchas personas que trabajaron para el Concilio Vaticano II. Una  reforma por la cual muchas personas trabajado, con gran sacrificio y sólo inspirado por el deseo de  renovar la Iglesia, ahora ha sido cancelado ". Sin embargo, declaró: "Obedeceré al Santo Padre, porque soy obispo y porque lo cuido".
También se ha desempeñado como presidente del Liturgical Action Center.